# Figi ai XIX Giochi olimpici invernali
Le Figi parteciparono ai XIX Giochi olimpici invernali, svoltisi a Salt Lake City, Stati Uniti, dall'8 al 24 febbraio 2002; l'unico atleta della delegazione era Laurence Thoms, impegnato nello sci alpino.

## Risultati

### Sci alpino
| Evento                  | Atleta         | Tempo   | Pos. |
| Slalom gigante maschile | Laurence Thoms | 2:41.98 | 55º  |